# Tafelberg (Sternbild)
Der Tafelberg (lateinisch / fachsprachlich Mensa) ist ein kleines, unauffälliges Sternbild des Südhimmels.

## Beschreibung
Mensa ist das dunkelste und damit ein völlig unscheinbares Sternbild in der Nähe des südlichen Himmelspols. Es enthält als einziges unter den 88 anerkannten Sternbildern keinen Stern, der heller als die 5. Größenklasse ist.
Nördlich von Mensa liegt die teilweise in das Sternbild hereinragende Große Magellansche Wolke (LMC), eine kleinere Begleitgalaxie unserer Milchstraße.

## Geschichte
Der französische Astronom Nicolas-Louis de Lacaille, der von 1751 bis 1753 vom Kap der Guten Hoffnung aus den Südhimmel beobachtete, kreierte damals 14 neue Sternbilder auf bis dahin noch unkartierten Himmelsarealen. So schuf er u. a. das nur aus sehr lichtschwachen Sternen bestehende Sternbild Tafelberg. Diesen Namen wählte er in Erinnerung an den in Südafrika gelegenen, oft von Wolken verhangenen Tafelberg (latinisiert als Mons Mensae), in dessen Nähe sein Observatorium stand. Er nahm das Sternbild in sein Werk Coelum australe stelliferum (1763) auf.

## Himmelsobjekte

### Sterne
Aufgrund der südlichen Lage haben die Sterne keine Flamsteed-Bezeichnung.
| B | Namen o. andere Bezeichnungen | Größe | Lj   | Spektralklasse |
| - | ----------------------------- | ----- | ---- | -------------- |
| α | HR 2261                       | 5,09m | 33,3 | G7 V           |
| γ | HR 1953                       | 5,19m | 107  | K2 III         |
| β | HR 1677                       | 5,31m | 681  | G8 III         |
| θ | HR 2689                       | 5,45m | 385  | B9 V           |
| κ | HR 2125                       | 5,46m | 296  | B9 V           |
| η | HR 1629                       | 5,47m | 658  | K4 III         |
| μ | HR 1541                       | 5,51m | 468  | B8 II-III      |
| ε | HR 2919                       | 5,52m | 454  | K2 III         |
| ζ | HR 2995                       | 5,61m | 394  | A5 III         |
| π | HR 2022                       | 5,67m | 60   | G0 V           |
| δ | HR 1426                       | 5,69m | 440  | K2/3 III + A9  |
| ν | HR 1456                       | 5,76m | 177  | F0/2 III       |
| ξ | HR 1716                       | 5,84m | 336  | G8/K0 III      |
| ι | HR 1991                       | 6,04m | 880  | B8 III         |
|   | HR 2059                       | 6,18m | 349  | A1 V           |
| λ | HR 2062                       | 6,53m | 467  | K0 III         |

α Mensae, der hellste Stern in der Mensa, besitzt lediglich eine scheinbare Helligkeit von 5,09m. Am Nachthimmel erscheint er als schwaches Sternchen. Es handelt sich um einen gelblichen Stern der Spektralklasse G7 V mit ähnlichen physikalischen Eigenschaften wie unsere Sonne. Der Stern ist 33 Lichtjahre entfernt und vermittelt einen Eindruck, wie unser eigenes Sonnensystem aus dieser Entfernung aussähe.

### Veränderliche Sterne
| Stern | m              | Periode    | Entfernung (Lj.) | Spektralklasse | Typ                   |
| ----- | -------------- | ---------- | ---------------- | -------------- | --------------------- |
| U     | 7,75 bis 10,05 | 409 Tage   | 1060             | Me             | Mirastern             |
| TY    | 8,08 bis 8,56  | 0,462 Tage | 468              | A3-A4 V        | W-Ursae-Majoris-Stern |
| TZ    | 6,19 bis 6,87  | 8,569 Tage | 403              | A1 III + B9 V  | Algolstern            |

U Mensae ist ein Mirastern, der seine scheinbare Helligkeit mit einer Periode von etwa 409 Tagen von 7,75m im Maximum bis zu 10,05m im Minimum ändert. Er hat einen in nur 0,6 Bogensekunden Winkeldistanz von ihm stehenden, ebenfalls veränderlichen Begleiter. TY und TZ Mensae sind Bedeckungsveränderliche, wobei der Erstere der Untergruppe der W-Ursae-Majoris-Sterne und der Letztere der Untergruppe der Algolsterne angehört.

### Neblige Objekte
| NGC  | sonstige | Größe | Typ     | Name                     |
| ---- | -------- | ----- | ------- | ------------------------ |
|      | LMC      | 5m    | Galaxie | Große Magellansche Wolke |
| 1841 |          | 12,0m |         |                          |

Ein Teil der Großen Magellanschen Wolke (englisch: Large Magellanic Cloud (LMC)) liegt in der Mensa, der andere Teil im Schwertfisch.
Die Große Magellansche Wolke ist das hellste und größte neblige Objekt am Nachthimmel. Sie besitzt eine Ausdehnung von 5 mal 6°. Es handelt sich um eine kleinere Begleitgalaxie unserer Milchstraße in 180.000 Lichtjahren Entfernung. In ihr befinden sich mehrere Sternhaufen und Nebel, die bereits mit kleinen Fernrohren beobachtet werden können.
In der Mensa befindet sich darüber hinaus der lichtschwache Kugelsternhaufen NGC 1841.